# Bill Frisell
William Richard Frisell, detto Bill (Baltimora, 18 marzo 1951), è un chitarrista e compositore statunitense di musica jazz.
È considerato uno dei chitarristi più rappresentativi della sua generazione. Nei dischi a suo nome, come nelle collaborazioni con altri musicisti, ha spaziato tra i più diversi generi e stili.

## Biografia
Frisell è nato a Baltimora, Maryland. Ha passato la gran parte della sua giovinezza nella zona di Denver in Colorado dove ha studiato musica alla University of Northern Colorado. Ha poi studiato alla Berklee College of Music di Boston e con Jim Hall, che avrà una grande influenza sul suo stile.
Dopo un breve soggiorno in Europa, in cui registra i primi dischi e fa i suoi primi tour, Frisell si trasferisce a New York nel 1980. Qui la sua carriera prende un'improvvisa svolta, quando Pat Metheny, non potendo entrare nel gruppo di Paul Motian, lo raccomanda come sostituto. Frisell inizia insieme a Motian un'intensa serie di tour europei e registrazioni, durante i quali viene inoltre notato da Manfred Eicher della ECM. Diventa così il chitarrista interno dell'etichetta, suonando in diversi dischi, tra cui Paths, Prints di Jan Garbarek nel 1981. Il suo primo lavoro solista è In Line, un disco di sola chitarra tranne un'apparizione di Arild Andersen al basso in una traccia. Registra anche due album sperimentali con Vernon Reid.
A New York City, dove crea diverse collaborazioni durature: il già citato gruppo di Paul Motian, che si riduce a trio con Joe Lovano al sassofono. Il quartetto con Kermit Driscoll al basso, Joey Baron alla batteria e Hank Roberts al violoncello. L’entourage di John Zorn, come il gruppo Naked City, ma anche Bobby Previte, Tim Berne, Wayne Horvitz.

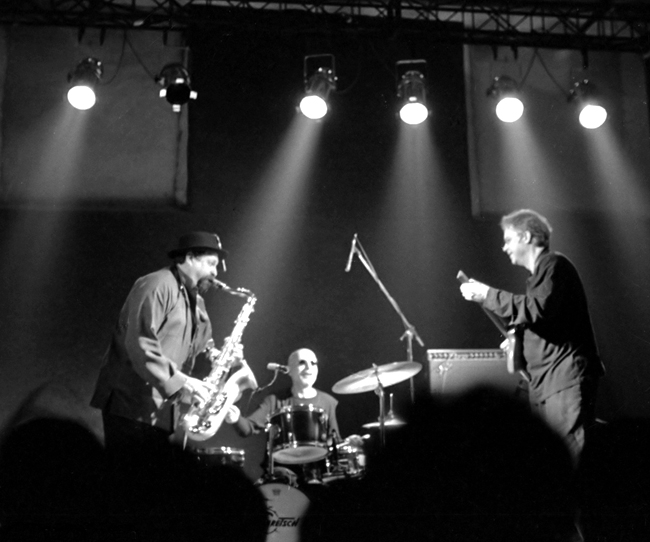
B.Frisell, J.Lovano, P. Motian, in concerto a Roma

Nel 1992 i suoi dischi più acclamati: Have a Little Faith, un'ambiziosa rivisitazione di classici americani, da Charles Ives ad Aaron Copland ("Billy the Kid"), da Bob Dylan a Madonna (una straziante "Live to Tell"); e This Land, una raccolta di composizioni originale.
Nella seconda metà degli anni 90 si trasferisce a Seattle, dove si lega a nuovi musicisti e a nuovi stili. Approfondisce il suo interesse per gli stili classici americani, il country, bluegrass, il blues mostrando un lato sempre più intimo.
Ha frequentemente collaborato con artisti pop-rock come Elvis Costello, Suzanne Vega, Ginger Baker, Ryūichi Sakamoto, Marianne Faithfull, David Sylvian.
Nel 1995, fra le altre cose, compone le musiche originali per il film La scuola del regista italiano Daniele Luchetti. Il regista racconta che i brani della colonna sonora sono stati composti a casa di Frisell. Il chitarrista improvvisava i temi della colonna sonora mentre guardava una copia in italiano e non ancora finita del film che lo stesso Luchetti aveva portato con sé a Seattle.
Nel 2001 pubblica Bill Frisell with Dave Holland and Elvin Jones, interessante disco dove spesso il suono del trio diventa da quartetto: la chitarra acustica e l'elettrica sono spesso presenti insieme, la batteria dilata il tre nel quattro e Dave Holland regge con puntualità ed ingegno l'equilibrio del suono.
Il 2003 vede l'uscita di The Intercontinentals, dove esplora la world music in compagnia di Christos Govetas, Greg Leisz, Vinicius Cantuaria, Sidiki Camara e Jenny Scheinman.
Per il suo disco Unspeakable, Frisell vince nel 2005 il Grammy Award come Best Contemporary Jazz Album. Nel 2014 partecipa al disco Joy in Spite of Everything (Ecm Record) di Stefano Bollani.
Nel 2016 pubblica l'album When You Wish Upon A Star che contiene brani tratti da celebri colonne sonore, con omaggi anche a Ennio Morricone e Nino Rota.

## Discografia

### Album
| Titolo                                                       | Anno | Label       |
| ------------------------------------------------------------ | ---- | ----------- |
| In Line                                                      | 1983 | ECM         |
| Rambler                                                      | 1984 | ECM         |
| Smash & Scatteration (with Vernon Reid)                      | 1984 | Rykodisc    |
| Lookout for Hope                                             | 1987 | ECM         |
| Before We Were Born                                          | 1989 | Nonesuch    |
| Is That You?                                                 | 1990 | Nonesuch    |
| Where in the World?                                          | 1991 | Nonesuch    |
| Have a Little Faith                                          | 1992 | Nonesuch    |
| This Land                                                    | 1994 | Nonesuch    |
| Go West: Music for the Films of Buster Keaton                | 1995 | Nonesuch    |
| The High Sign/One Week: Music for the Films of Buster Keaton | 1995 | Nonesuch    |
| Live                                                         | 1995 | Gramavision |
| Quartet                                                      | 1996 | Nonesuch    |
| Nashville                                                    | 1997 | Nonesuch    |
| Gone, Just Like a Train                                      | 1998 | Nonesuch    |
| Good Dog, Happy Man                                          | 1999 | Nonesuch    |
| The Sweetest Punch                                           | 1999 | Decca       |
| Ghost Town                                                   | 2000 | Nonesuch    |
| Blues Dream                                                  | 2001 | Nonesuch    |
| With Dave Holland and Elvin Jones                            | 2001 | Nonesuch    |
| The Willies                                                  | 2002 | Nonesuch    |
| The Intercontinentals                                        | 2003 | Nonesuch    |
| Unspeakable                                                  | 2004 | Nonesuch    |
| Richter 858                                                  | 2005 | Songlines   |
| East/West                                                    | 2005 | Nonesuch    |
| Bill Frisell, Ron Carter, Paul Motian                        | 2006 | Nonesuch    |
| History, Mystery                                             | 2008 | Nonesuch    |
| Disfarmer                                                    | 2009 | Nonesuch    |
| Beautiful Dreamers                                           | 2010 | Savoy       |
| Sign of Life: Music for 858 Quartet                          | 2011 | Savoy       |
| All We Are Saying                                            | 2011 | Savoy       |
| Silent Comedy                                                | 2013 | Tzadik      |
| Big Sur                                                      | 2013 | Okeh        |
| Guitar in the Space Age!                                     | 2014 | Okeh        |
| When You Wish Upon a Star                                    | 2016 | Okeh        |
| Small Town                                                   | 2017 | ECM         |
| Music IS                                                     | 2018 | Okeh        |

Compilations
- Works (ECM, 1988)
- A-Collection (WEA, 2000)
- Rarum: Selected Recordings of Bill Frisell (ECM, 2002)
- The Best of Bill Frisell, Vol. 1 - Folk Songs (Nonesuch, 2009)